# Ibolya Csák
Ibolya Csák [ˈibojɒ ˈtʃaːk] (Boedapest, 6 januari 1915 – Boedapest, 10 februari 2006) was een Hongaarse atlete, die gespecialiseerd was in het hoogspringen. Ze werd olympisch kampioene, Europees kampioene en was 24 jaar Hongaars recordhoudster in deze discipline.

## Biografie
Haar eerste grote succes boekte Csák in 1936 door het hoogspringen op de Olympische Spelen van Berlijn te winnen. Zowel Ibolya Csák als de Britse Dorothy Odam (zilver) en Duitse Elfriede Kaun (brons) sprongen alle over 1,60 m en geen van de drie wist over 1,62 te springen. Alle drie de atletes kregen nog een vierde poging, waarbij Ibolya Csák als enige over 1,62 sprong. Met haar overwinning was ze de eerste Hongaarse olympisch kampioene ooit.
Twee jaar later toonde ze blijk van haar kunnen door ook op de Europese kampioenschappen in Wenen het hoogspringen op haar naam te schrijven. Deze wedstrijd werd eerst gewonnen door de Duitse Dora Ratjen, maar later bleek dat deze een biologische man was. De hoogte die Ibolya Csák sprong, hield voor 24 jaar stand als Hongaars record.
Ibolya Csák was van 1929 - 1939 aangesloten bij NTE in Boedapest. Van 1929 - 1932 als gymnaste en hierna als atlete. In totaal werd ze negenmaal Hongaars kampioene, waaronder tweemaal bij het verspringen. In 2005 kreeg ze de internationale Fair Play Life Achievement Award uitgereikt. Ze had twee kinderen, Ibolya (1940) en Attila (1942).

## Titels
- Olympisch kampioene hoogspringen - 1936
- Europees kampioene hoogspringen - 1938
- Hongaars kampioene hoogspringen - 1933, 1934, 1935, 1936, 1937, 1938, 1939
- Hongaars kampioene verspringen - 1937, 1939

## Persoonlijke records
| Onderdeel    | Prestatie      | Datum             | Plaats    |
| ------------ | -------------- | ----------------- | --------- |
| hoogspringen | 1,64 m (ex-NR) | 18 september 1938 | Wenen     |
| verspringen  | 5,35 m         | juni 1939         | Boedapest |

## Palmares

### hoogspringen
- 1936:  OS - 1,60 m[1]
- 1938:  EK - 1,64 m

1928: Ethel Catherwood ·
1932: Jean Shiley ·
1936: Ibolya Csák ·
1948: Alice Coachman ·
1952: Esther Brand ·
1956: Mildred McDaniel ·
1960: Iolanda Balaș ·
1964: Iolanda Balaș ·
1968: Miloslava Rezková ·
1972: Ulrike Meyfarth ·
1976: Rosemarie Ackermann ·
1980: Sara Simeoni ·
1984: Ulrike Meyfarth ·
1988: Louise Ritter ·
1992: Heike Henkel ·
1996: Stefka Kostadinova ·
2000: Jelena Jelesina ·
2004: Jelena Slesarenko ·
2008: Tia Hellebaut ·
2012: Anna Tsjitsjerova ·
2016: Ruth Beitia ·
2020: Maria Lasitskene ·
2024: Jaroslava Mahoetsjich
- Gemeinsame Normdatei: 1155329597
- Virtual International Authority File: 823152261516817180007